# بيورن شرودر
بيورن شرودر (بالألمانية: Björn Schröder)‏ ولد بتاريخ 27 أكتوبر 1980 في برلين، هو دراج ألماني في صنف سباق الدراجات على الطريق.

## روابط خارجية
- بيورن شرودر على موقع الاتحاد الدولي للدراجات (الإنجليزية)
- بيورن شرودر على موقع أرشيف الدراجات (الإنجليزية)
- بيورن شرودر على موقع إحصائيات الدراجات الإحترافية (الإنجليزية)
- بيورن شرودر على موقع نسبة الدراجات (الإنجليزية)
- بيورن شرودر على موقع CycleBase (الإنجليزية)